# انحياز سياسي
الانحياز السياسي هو تحيّز (أو تحّيز مدرك) ينطوي على تحريف وتغيير المعلومات لجعل المناصب السياسيّة أو مرشّحي المناصب السياسيّة أكثر استقطاباً. للانحياز السياسيّ ارتباطٌ مميّز مع الانحياز الإعلاميّ الذي يُشير عادةً إلى طريقة تغطية المراسل أو المؤسّسة الإعلاميّة أو البرامج التلفزيونية للمرشّحين السياسيّين والقضايا السياسيّة. يظهر التحيّز في السياق السياسيّ عندما يُظهر الأفراد عجزاً أو انعدماً في الاستعداد لفهم وجهة النظر المقابلة سياسيّاً لوجهة النظر المتبنّاة من قبلهم. يتجاوز الانحياز السياسي العرض والفهم البسيط لوجهات النظر التي تفضّل زعيماً سياسيّاً معيّناً أو حزباً معيّناً إلى القراءات والتفاعلات اليوميّة بين الأفراد. لانتشار الانحياز السياسيّ تأثيرٌ دائم وآثار مؤكّدة على سلوك الناخب وعلى النتائح السياسيّة المترتّبة عليه. ينتج عن فهم الانحياز السياسيّ الاعترافُ بانتهاك الحياديّة السياسيّة المتوقّعة. يعتبر غياب الحياد السياسيّ -الذي يعزّز من آليّات السيطرة التي تحدّ من الانحياز السياسي- أحدَ نتائج الانحياز السياسيّ.

## أنواع التحيّز في السياق السياسيّ
انحياز الاختصار: يشير هذا الانحياز إلى تقديم التقارير من منظورٍ معيّن، وهو ما يشمل شرح المشاهدات بشكلٍ سريع ومقتضب، وتسخير وقت قصير -أو حتّى عدم تسخير أيّ وقت- للآراء صعبة الفهم وغير التقليديّة. يهدف انحياز الاختصار إلى زيادة التواصل من خلال التركيز الانتقائيّ على المعلومات المهمّة والتخلّص من الحشو. يمكن أن يعني ذلك -في السياق السياسيّ- حذف التفاصيل التي تبدو غيرَ ضروريّة، غير أنّه من الممكن أن تنطوي تلك التفاصيل بحدّ ذاتها على تحيّز ما، الأمر الذي يتبع إلى طريقة تصنيف المعلومات الضروريّة منها وغير الضروريّة. غالباً ما يتمّ اختزال الآراء السياسيّة إلى نظام بسيط لفهم أو لاعتقاد الأحزاب، مع استبعاد المعلومات العصيّة على الفهم في العرض.
انحياز الشموليّة: يحدث هذا النوع من الانحياز عندما تعالج الأحزاب السياسيّة الموضوعات والقضايا بمستوياتٍ متباينة. وهو ما يتيح لبعض القضايا أن تبدو أكثر انتشارًا، ولعرض بعض الأفكار أكثر أهميّةً وإلحاحاً. وهو أمرٌ مهمّ في الأجواء السياسيّة، عند عرض السياسات والقضايا المُصَمّمة لمعالجتها، إلى جانب وقت التغطية الفعلي من وسائل الإعلام والسياسيين.
انحياز تأكيدي: هو التحيّز المعرفيّ الذي ينطوي على تفضيل المعلومات التي تؤكّد المعتقدات والآراء الذي يحملها الفرد أو المجموعة مسبقًا والسعي للوصول إليها. عند وضع هذا الانحياز في في مناخ سياسيّ، فإنّ الأفراد ذوي المعتقدات السياسية المشابهة سوف يسعون إلى تأكيد آرائهم، مستبعدين تلك المعلومات التي تتعارض معها.
انحياز الإجماع الخاطئ: يحدث عندما يعتقد الفرد بأنّ تطبيع آرائه ومعتقداته وقيمه أمرٌ شائع. يحدث هذا التحيز في إطار جماعي عندما يُنسب الرأي الذي تتبّناه المجموعة إلى العامّة، وهو ما يساهم في تقليل التحدّيات بين أفراد المجموعة. هذا هو أساس تشكيل الأحزاب السياسية، التي تساهم في المحاولة المستمرة لتطبيع هذه الآراء بين السكان على أوسع نطاق، مع الاعتراف –بشكلٍ جزئيّ- بالمعتقدات المختلفة المنتشرة خارج نطاق الحزب.  
المحتوى التكهّني: عندما تركّز القصص على الأمور محتملة الحدوث بصيغة تخمينيّة مثل «قد»، «ماذا لو» و «يمكن» بدلاً من التركيز على الدليل الواقعي لما حدث و /أو سيحدث بالتأكيد. ويمتلك هذا الانحياز قيمة مضافة في حال لم يتمّ وصف المقال على أنّه مقال رأي أو على أنّه مقال تحليليّ. يحدث هذا التحيّز في السياق السياسيّ عند وضع السياسات بشكلٍ خاصّ أو عند التصدّي للسياسات المعارضة.  يجعل هذا التحيّز من سياسات الأحزاب أكثرَ جاذبيّة ويساعدها لتبدو وكأنّها تعالج القضايا بشكلٍ مباشر أكثر، من خلال التكهّن بالنتائج الإيجابية والسلبية.
انحياز المراقبة: يحصل هذا النوع من التحيّز عند استخدام الاختيار الأيديولوجي و /أو إلغاء اختيار و / أو حذف القصص بناءً على الآراء الفرديّة. يرتبط هذا التحيّز بانحياز جدول الأعمال، الذي يحصل بشكل أساسيّ عندما ينصبّ التركيز على السياسيّين، وكيفيّة اختيارهم لطرق تغطية وتقديم المناقشات، والقضايا السياسية المفضّلة.
الانحياز الحزبيّ: يحصل هذا النوع من التحيّز في وسائل الإعلام، وذلك عندما يخدم المراسلون حزباً معيّناً أو يظهرون ميلاً لدعمه.